# Coriocella
Genre
Coriocella est un genre de mollusques gastéropodes marins de la famille des Velutinidae.

## Description et caractéristiques
Leur coquille est couverte d'un épais manteau mou qui les fait ressembler à des éponges toxiques, dissuadant les prédateurs. Pour cette raison, on les appelle parfois « coquillages-éponges » (sponge snails en anglais). 

## Liste d'espèces
Selon World Register of Marine Species (3 novembre 2024) :
- Coriocella hibyae Wellens, 1991 -- Maldives
- Coriocella jayi Wellens, 1995 -- la Réunion et Indonésie (rarissime)
- Coriocella nigra Blainville, 1824 -- Indo-Pacifique
- Coriocella safagae Wellens, 1999 -- Mer Rouge
- Coriocella semperi  (Bergh, 1875)
- Coriocella setoensis  (T. Habe, 1944)
- Coriocella tongana (Quoy & Gaimard, 1832) -- îles Tonga

## Galerie

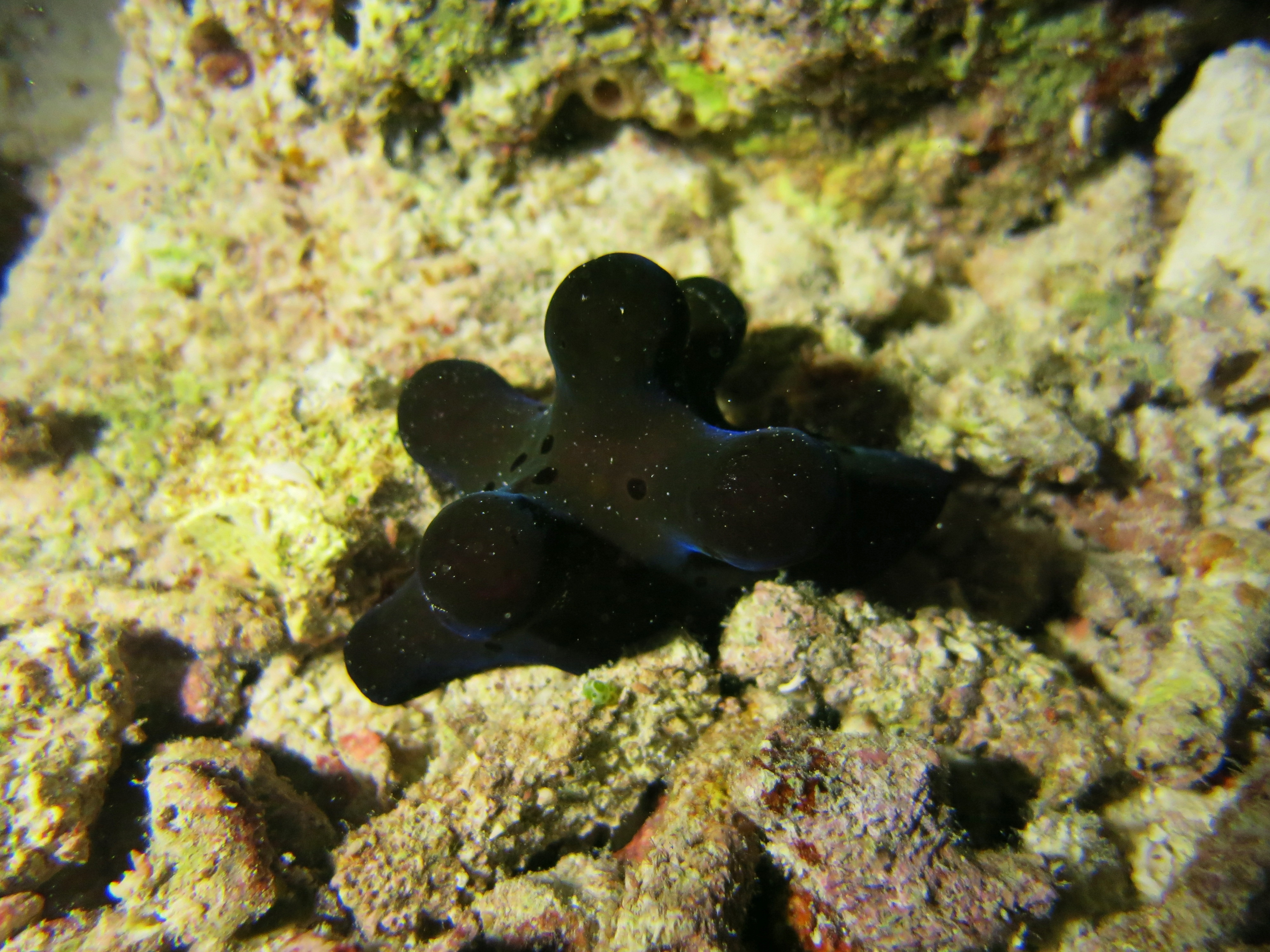
Coriocella hibyae
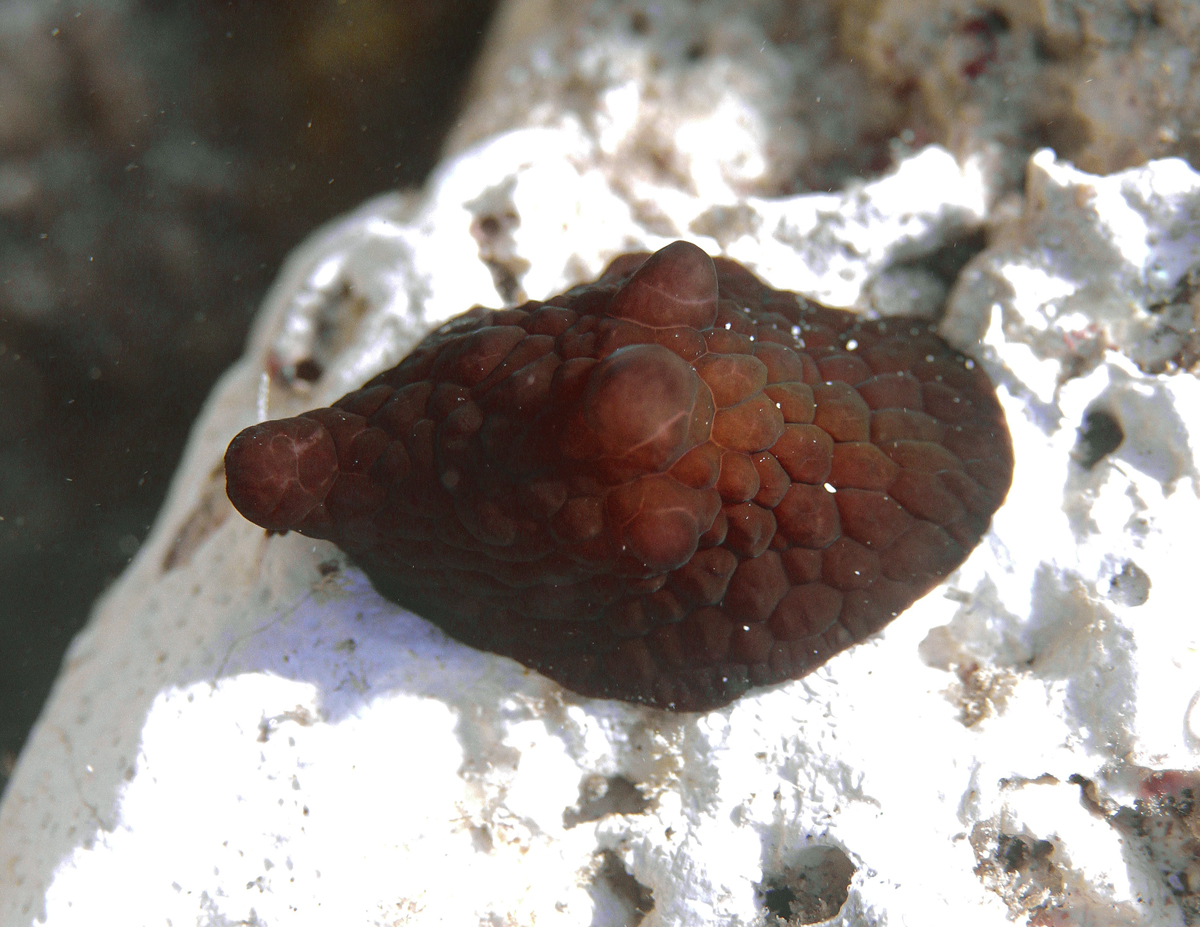
Coriocella nigra